# Kemar Roach
Pour les articles homonymes, voir Roach.
Kemar Andre Jamal Roach est un joueur de cricket barbadien né le 30 juin 1988 à Saint Lucy, international avec l'équipe des Indes occidentales. Ce lanceur rapide fait ses débuts avec l'équipe de Barbade en 2007. Il est sélectionné pour la première fois avec les Indes occidentales en 2008, et dispute son premier test-match en 2009.

## Biographie
Kemar Roach naît le 30 juin 1988 à Checker Hall, dans la paroisse de Saint Lucy, sur l'île de Barbade. En 2006, il est sélectionné avec l'équipe des Indes occidentales des moins de 19 ans pour participer à la Coupe du monde de cette catégorie d'âge. Face aux Sri Lankais, qui jouent à domicile, il réalise un hat-trick au premier tour de la compétition. Il débute avec Barbade en list A cricket au cours de la saison 2006-2007 de la KFC Cup, puis en first-class cricket au cours de la saison 2007-2008 de la Carib Beer Cup. Il signe un contrat pour être le professionnel du club d'Ombersley en 2008 dans la Lancashire League, mais n'a alors disputé que quatre rencontres first-class, une de moins que le minimum requis, et son contrat est annulé. Il est alors inclus dans le groupe des Indes occidentales pour  le troisième test-match d'une série contre l'Australie, sans jouer. Il joue son premier match international, un Twenty20 international, contre les Australiens le 20 juin de la même année.
En juillet 2009, à quelques jours du premier test-match d'une série à domicile contre le Bangladesh, la totalité des joueurs pré-sélectionnés se mettent en grève pour des problèmes de contrats. La fédération, le West Indies Cricket Board, nomme au dernier moment d'autres joueurs à leur place, dont Roach. Il accumule six guichets (éliminations de batteurs) au cours du premier test-match de sa carrière, mais la rencontre est perdue. La série de deux matchs est finalement perdue 2-0. Roach y totalise 13 guichets, le meilleur total, incluant six guichets pour 48 courses concédées (6/48) dans la première manche du deuxième test, disputé au Cricket National Stadium de Saint-Georges (Grenade),. Roach dispute le Trophée des champions de l'ICC de 2009 avec les Indes occidentales alors que le WICB continue de sélectionner les joueurs qui ont participé à la série contre le Bangladesh. Malgré le retour des principaux joueurs de l'équipe pour la tournée des Indes occidentales en Australie fin 2009, il est parmi les quelques anciens non-grévistes qui sont appelés pour le voyage. Début 2010, il est engagé par les Deccan Chargers pour participer à la troisième édition de l'Indian Premier League (IPL). Il obtient un contrat de 720 000 US$ par saison.

## Style de jeu
Kemar Roach n'est relativement pas grand par rapport à d'autres fast bowlers de l'équipe des Indes occidentales. Sa course d'élan est peu vive mais son lancer est énergique, ce qui lui permet d'effectuer des lancers jusqu'à plus de 150 km/h.

## Bilan sportif

### Principales équipes
| Équipe                      | Test        | ODI         | Twenty20 |
| --------------------------- | ----------- | ----------- | -------- |
| Indes occidentales          | 2009 -      | 2008 -      | 2008 -   |
| Équipe                      | First-class | List A      | Twenty20 |
| Barbade                     | 2007-2008 - | 2006-2007 - | 2010 -   |
| Deccan Chargers (Inde)      | -           | -           | 2010     |
| Worcestershire (Angleterre) | 2011        | -           | -        |